# Changhe Freedom
La Changhe Freedom (chinois simplifié : 福瑞达) est un modèle de véhicule de la marque automobile Changhe de la République populaire de Chine.Il s'agit soit d'un monospace, soit d'un mini-camion plateau , selon la variante du modèle concerné. C"est un véhicule utilitaire de cinq à huit places et un pick-up de deux à cinq places produite par Changhe. Lancé à l'origine comme un minibus bon marché pour les villes de troisième à quatrième rang, la camionnette est ensuite devenu un modèle plus haut de gamme et ensuite comme une série de monospaces comme par exemple le Changhe Freedom M50, le Changhe Freedom M60 et le Changhe Freedom M70.

## Aperçu
Le Changhe Freedom a été lancé à l'origine en tant que petit utilitaire de transport de marchandises. Cela se remarque par sa conception, avec les feux arrière situés sur le pare-chocs arrière et offrant une ouverture maximale du hayon pour le chargement et le déchargement de la cargaison. Les modèles ultérieurs ont été repensés, avec les feux arrière sur les montants D, rapprochant son dessin de celui des véhicules de tourisme, et notamment des monospaces.

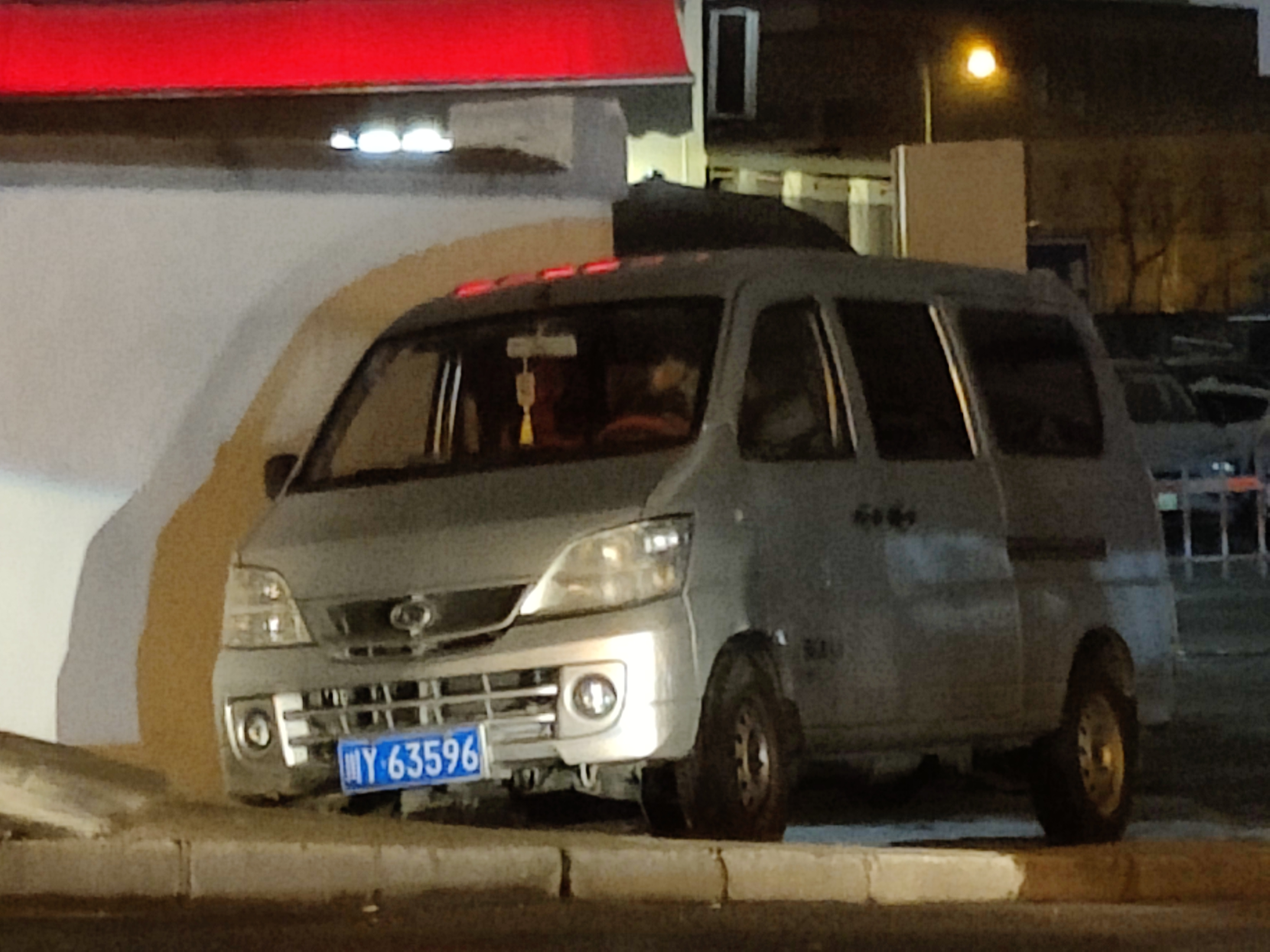
Première version du Changhe Freedom
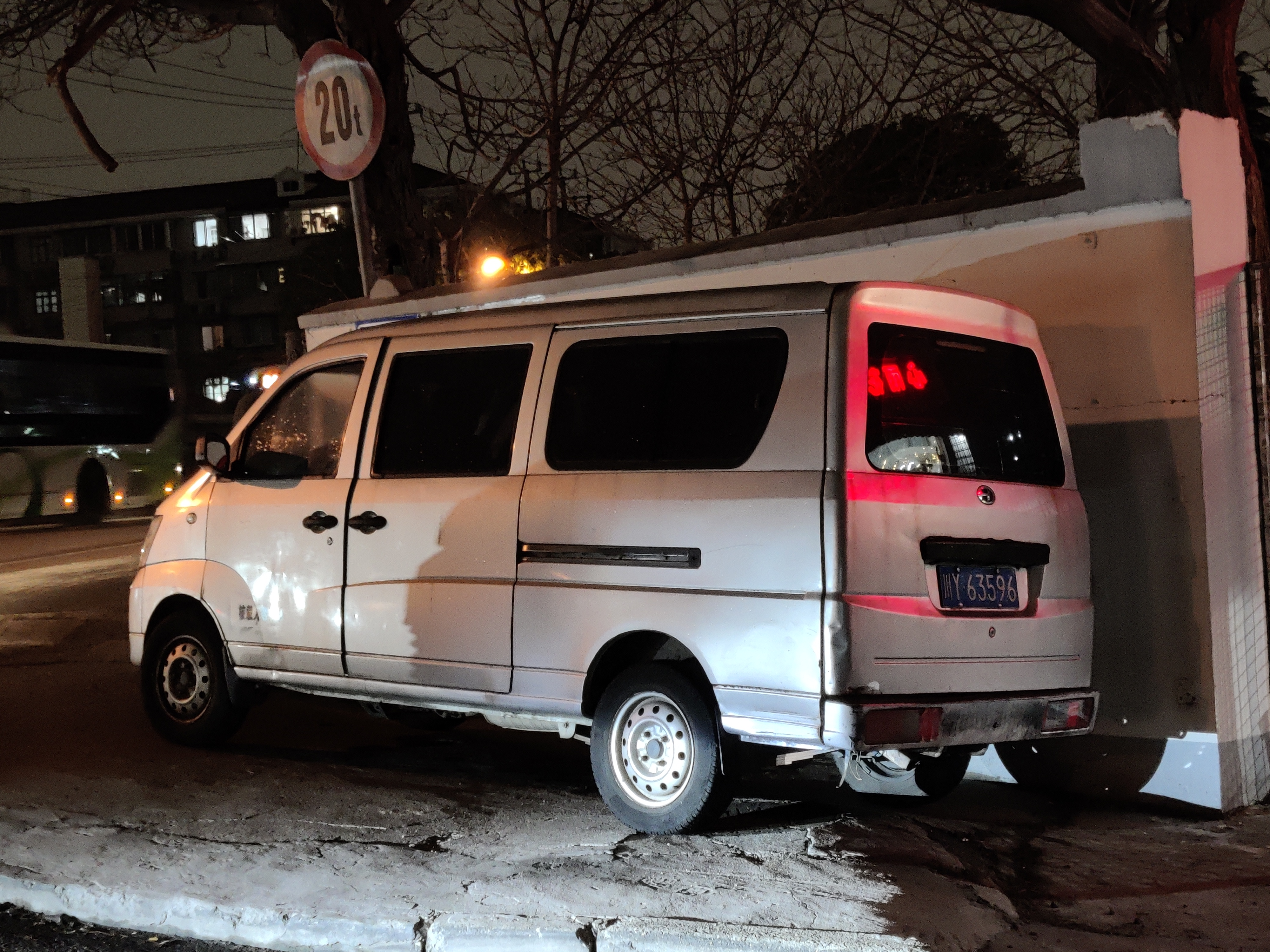
Vue arrière

La motorisation du Changhe Freedom comprend un moteur quatre cylindres en ligne de 1,0 litre de 60 ch et un moteur quatre cylindres en ligne de 1,0 litre de 95 ch, tous deux couplés à une transmission manuelle à cinq vitesses.
Les prix du Changhe Freedom variaient de 28 800 à 47 800 yuans avant l'arrêt du modèle en 2014 .

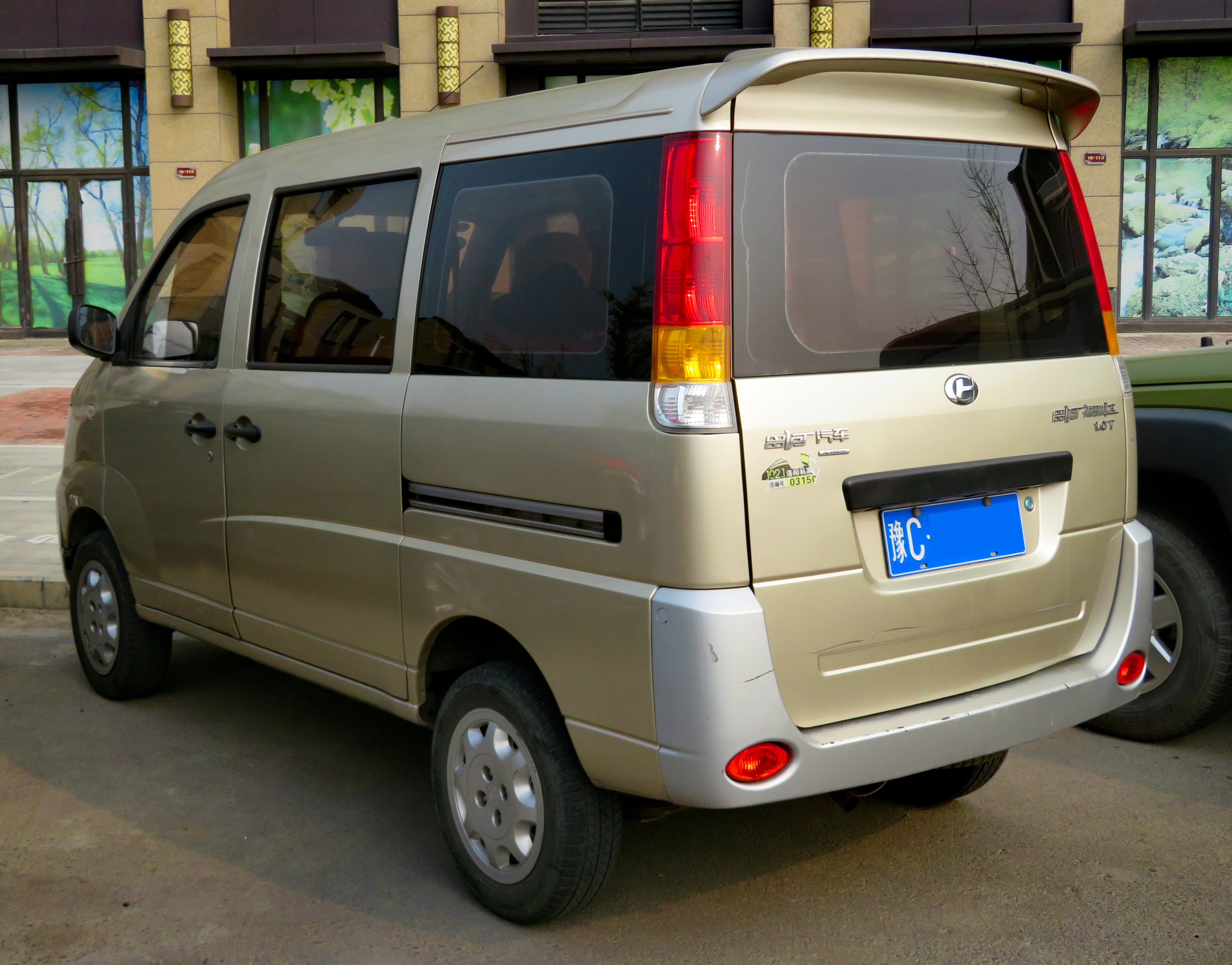
Vue arrière du Jiangxi-Changhe Freedom 1.0T de 2010.

## Changhe Freedom K21 et K22
Les Changhe Freedom K21 et K22 sont les variantes de camionnettes du microvan Changhe Freedom, le K21 étant avec une cabine simple et le K22 étant le modèle à cabine double.
Le prix du Changhe Freedom K21 est passé de 37 400 à 48 800 yuans, tandis que le  prix du Changhe Freedom K22 était compris entre 39 400 et 51 300 yuans.

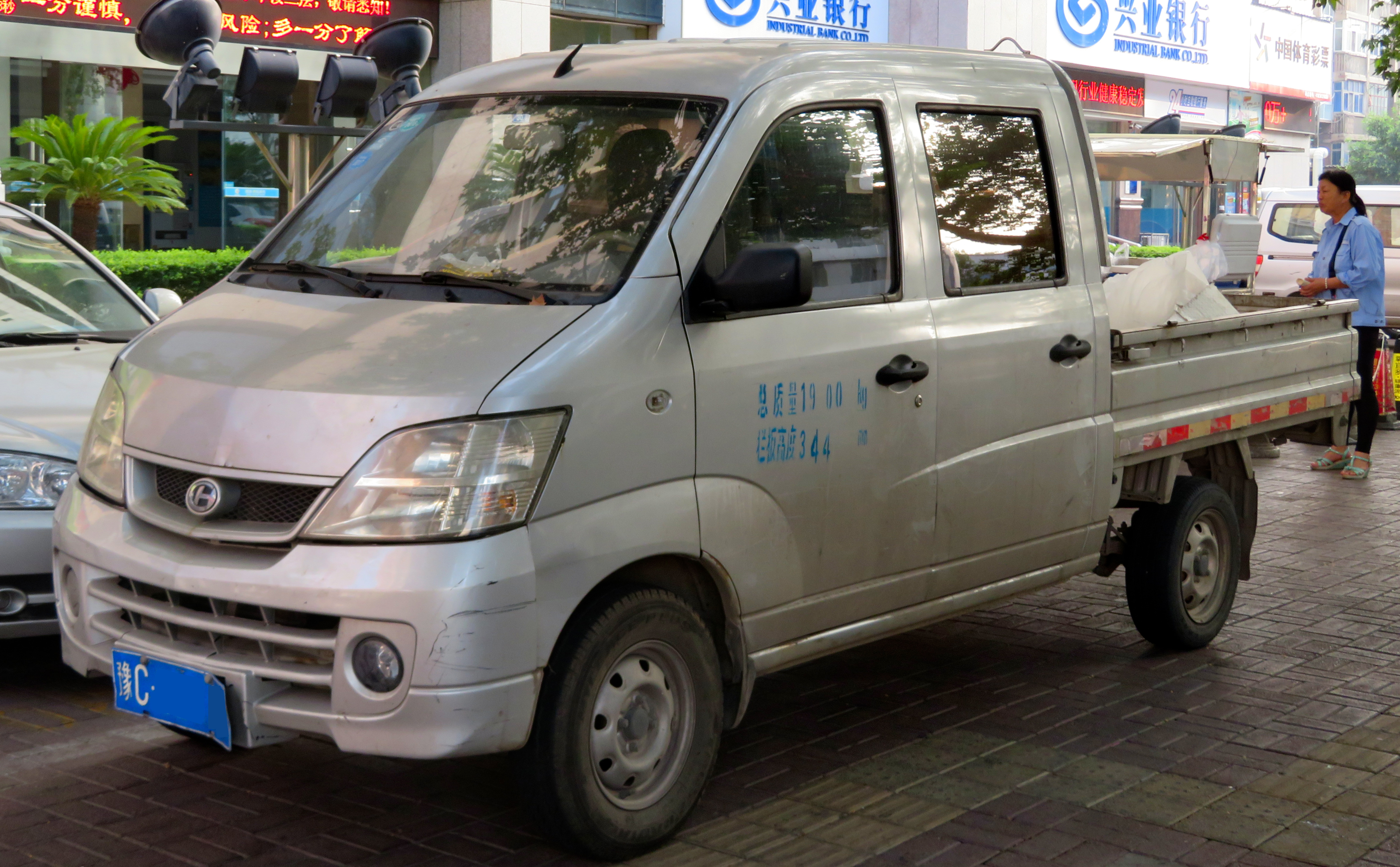
Vue avant du Changhe Freedom K22.
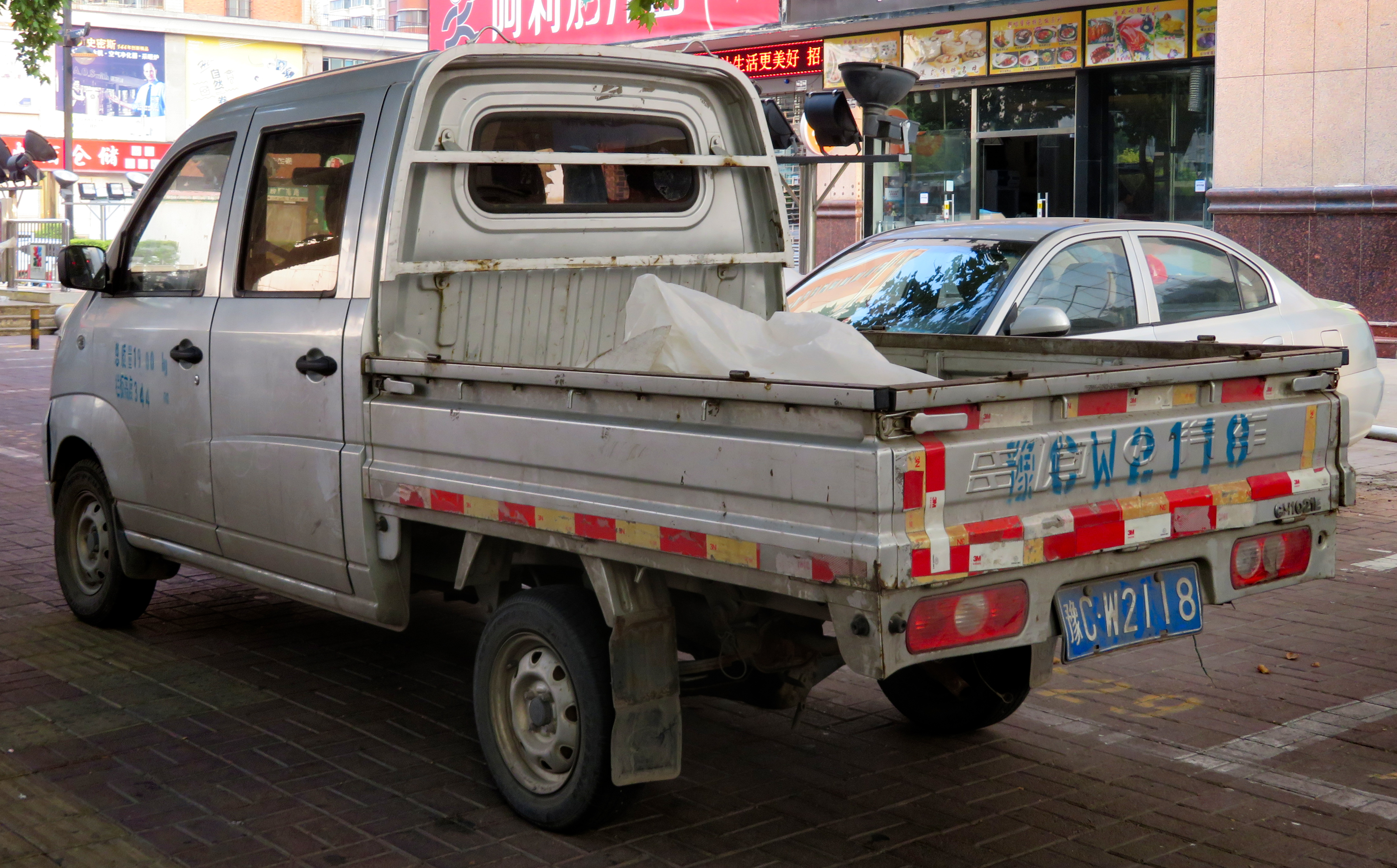
Vue arrière du Changhe Freedom K22.